# Fritz Houtermans
Friedrich Georg Houtermans, detto Fritz (Sopot, 22 gennaio 1903 – Berna, 1º marzo 1966), è stato un fisico sperimentale tedesco di origine ebraica. È l'inventore del metodo di datazione isotopica della Terra.
A lui è dedicato un cratere lunare (posto sul margine orientale del disco lunare, a sud del Mare Smythii, Long: 9,4°S. Lat: 87,2°E. Diametro: 27 km).
Tra il 1927 e il 1929 scoprì con R.E. Atkinson che in condizioni di pressione e temperatura elevatissime (nell'ordine del milione di gradi) è possibile che si verifichi il meccanismo opposto alla fissione nucleare: nuclei di atomi molto leggeri possono unirsi - fondersi - fra loro, per formare nuclei di atomi più pesanti. Sempre verso la fine degli anni venti avanzò in coppia con Atkinson l'idea che il Sole potesse brillare a seguito di reazioni termonucleari.
Studiò a Vienna e nel 1931 fu assistente presso la famosa scuola di Gottinga. Lui e la moglie Charlotte Riefenstahl erano noti per le serate informali che organizzavano - chiamate "Eine kleine Nachtphysik" - in cui si beveva e discuteva fino all'alba.
Durante il nazismo la Gestapo gli concesse di lavorare nei laboratori privati berlinesi del barone von Ardenne, per effettuare ricerche sperimentali sull'uranio e sulla bomba all'uranio a favore della causa tedesca. Contrario alla causa, nell'aprile 1941 riuscì a far pervenire al direttore della commissione per l'uranio americana Lyman Briggs, un messaggio segreto in cui lo si informava come un gran numero di fisici tedeschi fosse impegnato nel difficile sviluppo della bomba atomica e che, pur cercando di procrastinare il più possibile i risultati nel timore dei catastrofici effetti dell'eventuale successo, non poteva fare a meno di adempiere agli ordini ricevuti.